# Rio Claro (Rio de Janeiro)
Rio Claro é um município brasileiro do estado do Rio de Janeiro. Localiza-se a 22º43'23" de latitude sul e 44º08'08" de longitude oeste, na região do Médio Paraíba, a uma altitude de 446 metros. De acordo com o último censo realizado em 2022, sua população é de 17.401 habitantes.
Ocupa uma área de 841,39 km², distribuídos pelos distritos de Rio Claro (sede), Lídice, Passa Três, São João Marcos e Getulândia, além de seus outros dois "sub-distritos", Pouso Seco e Fazenda da Grama.
Na cidade ainda se encontram as ruínas do antigo município fluminense de São João Marcos, que na década de 1940 foi evacuado para dar lugar à represa de Ribeirão das Lages, pertencente à concessionária de energia elétrica Light S.A.. Entretanto, o local não foi submerso e Rio Claro era a ele subordinada como distrito, com o nome de Itaverá Velho.
Rio Claro é uma linda e bucólica cidade, que além do antigo casario, também possui inúmeros atrativos naturais, como a Pedra do Bispo e a Pedra do Rastro e a Gruta, no centro da cidade, que despertam várias lendas no imaginário popular.
Além de sua riqueza histórica e natural, Rio Claro também se destaca por sua atmosfera tranquila e acolhedora. Os visitantes podem desfrutar de passeios pelas ruas tranquilas, contemplando a arquitetura colonial e as igrejas centenárias que remontam ao período do Brasil Império. A cidade oferece uma experiência única, onde o ritmo sereno da vida cotidiana contrasta com a agitação das grandes metrópoles. Mas não longe disso, Rio Claro também é conhecida por suas festas, como a Festa do Peão (Aniversário da cidade) comemorado no final de semana do aniversário da cidade, em maio, além da Festa da Paz, comemorada no distrito de Lídice e Festa da União, no distrito de Passa Três.

## História
Brasil Colônia
Os índios Puri, também chamados Coroados, foram os primeiros habitantes naturais dessa região, sendo que a colonização de suas terras começou por volta dos séculos XVII e XVIII, quando surgiram os povoamentos de Itaverá, atual Rio Claro, e São João Marcos do Princípe.
A ocupação teve início quando se procuravam caminhos pelas serras até as Minas Gerais, através do Rio Paraíba do Sul, para o escoamento do ouro descoberto naquela região, o que propiciou a criação de estalagens para a pousada dos viajantes, ranchos, roças e pequenos locais que subsistiam com suas casas de comércio, que davam apoio aos bandeirantes que ingressavam pelo interior da colônia. Ao mesmo tempo, foram sendo estabelecidas fazendas de criadores de gado, que vendiam charque, couro e derivados de leite ao comércio local, o que também deu impulso ao estabelecimento de agricultores, que forneciam gêneros alimentícios àqueles que se estabeleciam ao longo dos caminhos. As passagens abertas pelos índios, e que foram utilizadas por homens e animais durante décadas, ficavam em péssimo estado durante o período de chuvas. No entanto, o tráfego se tornou bastante intenso, sobretudo na época da descoberta do ouro em Minas Gerais, já que representavam uma alternativa mais segura do que o transporte feito por via marítima, onde ataques piratas ocorriam, na zona costeira, durante todo o período da colonização.
Nesse período cidade de Resende era o centro administrativo para as localidades de São Sebastião de Barra Mansa, Santana de Piraí, Valença e Itaverá, e foi quando, por ordem do governo colonial, que se deu a abertura do Caminho de São Paulo, também denominado Caminho Novo, e que mais tarde se transformou na Estrada Real de Santa Cruz. Ele começava em São Sebastião do Rio de Janeiro e, após passar por localidades onde havia pouso e troca de mulas, atravessava os rios Guandu e Rio Itaguaí, subindo a serra até à divisa com a Capitania de São Paulo, onde alcançava Guaratinguetá e depois São Paulo. Esse foi o chamado Itinerário da Independência, percorrido por Dom Pedro I, em 1822.
A doação de terras, no regime de sesmarias, fazia com que colonos se embrenhassem por lugares distantes e com dificuldade de acesso. Entretanto, esse processo auxiliou a fundação de São João Marcos, ocorrida em 1733, com a instalação de uma fazenda de um colono português, que mandou construir, em 1739, uma capela a seu santo de devoção. O povoado se tornou Freguesia em 1755, apesar de ser composto por núcleos isolados de população. A cidade se emancipou em 1804, depois de grande esforço da população para se desvincular de Resende. Já a ocupação de Rio Claro não tem data precisa e sua localização aparece em 1846, com o caminho de São João Marcos a Pouso Seco. 
Ciclo do Café
A chegada, em 1808, da família real portuguesa com seus colonos marca o início de Rio Claro e Santo Antônio de Capivary, atual Lídice, com o incentivo à agricultura, devido à queda na atividade de mineração e a ampliação da população da corte, já que houve a necessidade de melhoria no abastecimento de alimentos. Em São João Marcos houve o reforço de várias culturas, começando pelo açúcar, incluindo também arroz, anil e fibras vegetais. O café passou da forma de produção doméstica, que havia começado por volta de 1760, para, em 1835, já ser exportado em grande escala. O café, na sua primeira fase, foi plantado inicialmente na província do Rio de Janeiro, mais precisamente em Resende, Vassouras, Barra Mansa, São João Marcos e Passa Três. Essa produção foi se deslocando para o Vale do Paraíba, chegando, em 1860, para os lados de Cantagalo e Paraíba do Sul. A produção de café se estruturou utilizando grandes extensões de terra e trabalho escravo, já que o cafeicultor, para obter grandes extensões de terra, tinha outros investimentos a fazer, como a derrubada das matas, o preparo da terra, o plantio e das suas instalações. Existem algumas discordâncias entre os historiadores em relação ao início da produção em larga escala do café na região de Rio Claro, mas já em 1822 havia plantações de café na cidade. De 1840 a 1889 a cidade comportava 153 produtores de café, com média anual de 2.500.000 de arrobas, sendo que os quatro maiores exportadores eram o comendador Joaquim José de Sousa Breves, com 150 mil arrobas; José Joaquim de Sousa Breves com 100 mil arrobas; o Barão de Piraí com 14 mil arrobas; e o Barão de Rio Claro com 10 mil arrobas.
A produção cafeeira era escoada para Mangaratiba, que se tornou um grande centro comercial da época. Uma estrada de rodagem, a primeira do Brasil, foi construída para ligar esses dois núcleos e as fortunas conseguidas pelos barões do café nessa região podem ser exemplificadas pela figura do grande proprietário Comendador Joaquim José de Sousa Breves que possuía 30 fazendas, e chegou a ter um total de 6.000 escravos. O que o coloca, talvez, como o maior escravista brasileiro no século XIX. Durante o Iº Reinado, tornou-se membro da Guarda Nacional e adquiriu o título de Comendador da Ordem da Rosa. Suas fazendas possuíam estrutura para beneficiamento parcial do café. Algumas tinham moinhos, serrarias, engenhos de açúcar, capelas, estradas e pontes próprias, hospedarias, etc. Suas terras se estendiam pelos municípios de Mangaratiba, Resende, Barra Mansa e Rio Claro. Em São Paulo, Bananal e Areias. Nessa época, podia-se ir do oceano Atlântico à Minas Gerais sem sair das suas terras. O Comendador, para poder acompanhar o crescimento das plantações e o aumento de trabalho, tornou-se contrabandista de negros africanos, o que permitiu, mesmo depois da proibição do tráfico negreiro, continuar trazendo navios com escravos, escapando do controle britânico e brasileiro.
O Comendador Breves possuía, ainda, um entreposto na sua Fazenda de Marambaia, em Mangaratiba, para onde eram trazidos os escravos, para restabelecimento de suas forças. Depois de refeitos, eram colocados nas fazendas do alto da serra. O Comendador também teve sua influência na política, exercendo diversos mandatos em São João Marcos. Sua influência e poder eram maiores no período de Dom Pedro I,sendo que, na regência, passou a opositor, já que este governo restringia sua autonomia, além de aumentar os impostos. Era também bastante atacado pelo contrabando dos escravos e não acreditava que a abolição dos escravos pudesse acontecer, ao que, dias antes da abolição, ainda comprou escravos. Sua fazenda da Grama foi construída com o maior luxo possível, como muitas outras de fazendeiros locais. 
A partir de 1830 Rio Claro é elevada a Curato, e seu centro se estabelece onde hoje é o bairro da Vila Velha. Em 1849, Rio Claro torna-se independente de São João Marcos, ganhando status de Vila, permanecendo sob a comarca de Resende. A vila, inicialmente composta apenas pelo distrito-sede, foi se expandindo e realizando modernizações urbanas, uma das quais foi a transferência da matriz, que começou a ser construída em 1851 e foi terminada em 1880. Estradas de ferro ligando suas terras e São João Marcos até a Estrada de Ferro Leopoldina foram sendo implantadas entre os anos 1850 e 1880, a fim de escoar a produção do café. No final de década de 1880, começou uma crise no município, que se agravou por causa da diminuição da produção de café: dificuldades com a obtenção da mão-de-obra, o problema da praga nos cafezais e a da formiga saúva. Nos domínios do Comendador breves, como não se pensou em trazer colonos de outros países, a abolição fez suas fazendas se despovoarem, com os escravos saindo em massa para tentar a sorte em outro lugar, principalmente na Corte. As terras foram vendidas e as plantações abandonadas pelos herdeiros, após sua morte, em 1889.
A República
Logo após a Proclamação da República, Rio Claro voltou a ser domínio de São João Marcos por um breve período, em 1891, e Santo Antônio de Capivary, distrito criado e anexado ao município em 1892, é transferida para Angra dos Reis. Essa mudança não durou nem um mês e a autonomia de Rio Claro foi restabelecida. Entretanto, o município atravessou toda a República Velha em grave situação econômico-financeira, assim como vários outros municípios do estado do Rio de Janeiro. O governo fluminense começou, então, a tentar soluções para substituição da monocultura cafeeira com a implementação de algumas medidas que nortearam a economia fluminense na direção da policultura.
Na década de 1920, o quadro ainda não era estável, mas a abertura da Estrada de Ferro Oeste de Minas, ligando o sul de Minas Gerais, ao porto de Angra dos Reis, deu pequeno impulso às localidades em suas margens, como Rio Claro, Santo Antônio do Capivary e Capelinha, que também se desenvolve, juntamente com Passa Três, com a implantação, em 1928, da estrada de rodagem entre as cidades do Rio de Janeiro e São Paulo, e que utilizava o antigo caminho da Estrada Real de Santa Cruz. A crise de 1929 abala novamente sua economia, já que as vendas de sua produção agrícola e o movimento da estrada de ferro praticamente se estagnam na década de 1930. 

Igreja Nossa Senhora da Piedade, Rio Claro, em julho de 1956. Arquivo Nacional.

Em 1938, em homenagem ao então presidente da República Getúlio Vargas, a localidade de Capelinha é renomeada para Getulândia. Nesse mesmo ano, o território do município de São João Marcos é transferido por decreto para Rio Claro, haja vista terem sido inundadas para a ampliação da Represa de Ribeirão das Lajes, visando o abastecimento de água e energia da capital federal, e a denominação de Santo Antônio do Capivary passa a ser Parado. No ano de 1943, o governo federal determina a mudança do nome do município para Itaverá, com o distrito de Parado também sendo renomeado Lídice, em homenagem a uma cidade da República Checa, aniquilada por forças nazistas. Ainda nesse ano dá-se a criação do seu último distrito, denominado Getulândia. O município só voltará a se chamar Rio Claro após a edição de decreto em 14 de junho de 1956. 
O município sofre novo revés com a abertura, na década de 1950, da atual rodovia Presidente Dutra, que desloca para mais próximo do rio Paraíba do Sul a ligação entre as maiores cidades do país. Nessa mesma época, governo fluminense começa a abertura de novas estradas, como a RJ-139, aproveitando trechos da antiga Rio-São Paulo entre as localidades de São Joaquim, em Piraí, e Pouso Seco, em Rio Claro, na divisa com o estado de São Paulo; a RJ-149, entre Rio Claro e Mangaratiba, utilizando trechos da primeira estrada de rodagem brasileira, passando por São João Marcos; e a RJ-155, entre Barra Mansa e Angra dos Reis, até hoje a principal forma de acesso ao município, e que liga as BR-101 (Rio-Santos) e BR-116 (Rodovia Presidente Dutra). A modernização do município com a abertura de estradas, iluminação e saneamento vem acontecendo, até os dias de hoje, num ritmo lento, mas hoje Rio Claro conta com boas escolas, hospitais e uma rede razoável de estradas internas, que atendem toda sua população.

## Política

### Prefeitos
2017 - 2023 - Professor José Osmar
José Osmar traçou uma trajetória marcante que abraçou tanto a educação quanto a política em sua comunidade. Sua jornada teve início em 2001, quando assumiu o cargo de secretário municipal de Educação, após uma longa e dedicada carreira como professor de matemática. Em 2008, deu um novo rumo à sua vida ao concorrer à prefeitura, embora não tenha alcançado a vitória naquela ocasião.
Não se deixando abater pela derrota, em 2012, José Osmar decidiu seguir um novo caminho, sendo eleito vereador. Sua dedicação e comprometimento o levaram a ocupar, pela primeira vez, o cargo de chefe do executivo municipal quatro anos mais tarde, em uma eleição que marcou a história local com uma votação expressiva de 6664 votos, vencendo em todas as urnas do município. Em 2020, consolidou seu apoio popular ao ser reeleito, repetindo o feito anterior com vitórias em todas as seções eleitorais.
“Em 2016 encontramos um município fraco, cheio de dívidas e que não valorizava o que temos de melhor: nossas pessoas. No entanto, tínhamos um amor enorme pelo nosso lar e uma vontade sem fim pela mudança. A batalha foi grande, mas estamos colhendo os resultados de todas as noites que passamos em claro pensando em como levaríamos Rio Claro adiante. Hoje, vemos que nosso trabalho deu certo. Poder oferecer mais saúde, mais educação e realizar obras aguardadas há tantos anos pela população nos faz acreditar que, com empenho e trabalho duro, é possível! Mas essa mudança ainda não acabou. Rio Claro precisa seguir melhorando. Ainda existem sonhos a se tornarem realidade e nós queremos estar aqui mais uma vez indo atrás deles”, escreveu José Osmar em seu novo plano de governo.
Antes de sua incursão na política, José Osmar deixou sua marca no ensino, dedicando mais de duas décadas de sua vida ao Centro Municipal de Ensino São José, onde também exerceu o papel de diretor por três mandatos consecutivos.
Sua partida precoce, aos 65 anos, ocorreu na madrugada de 08 de dezembro de 2023, deixando uma lacuna na comunidade que ele tanto serviu. Segundo informações da prefeitura, José Osmar estava em sua residência, junto de familiares, quando sofreu um infarto por volta das 2h da madrugada. Seu falecimento foi profundamente sentido por todos que o conheceram e que foram tocados por sua dedicação incansável ao bem-estar de sua cidade.
Nascido em Bom Jardim (MG) e residente no distrito de Passa Três há mais de cinco décadas, José Osmar deixou um legado familiar, deixando sua esposa, Sirlei Almeida, e seus dois filhos, José Vicente e João Ricardo.

## Geografia
Seus limites são os municípios fluminenses de Barra Mansa e Volta Redonda a norte, Piraí a norte e nordeste, Itaguaí a leste, Angra dos Reis a sudoeste e Mangaratiba a sul, assim como Bananal (no estado de São Paulo) a oeste.

### Demografia
Dados do Censo - 2022
População total: 17.401
- Urbana: 13.754
- Rural: 3.647
  - Homens: 8.747
  - Mulheres: 8.654

Densidade demográfica (hab./km²): 20,7

### Hidrografia
- Rio Piraí
- Rio Barra Mansa

## Infra-estrutura

### Transporte
Rodovias
- RJ-139
- RJ-145
- RJ-149
- RJ-155

Ferrovias
- Linha Tronco da antiga Rede Mineira de Viação. [11]

## Segurança e criminalidade
Polícia Militar
O policiamento ostensivo da cidade está a cargo da 4ª Companhia do 28º Batalhão da Polícia Militar do Estado do Rio de Janeiro (28º BPM/4ª Cia), que ainda faz a guarda do fórum municipal e controla os Destacamentos de Policiamento Ostensivo de Fazenda da Grama, Getulândia, Lídice e Passa Três. A RJ-155, na altura do distrito de Lídice, também possui um Posto de Polícia Rodoviária, subordinado ao Batalhão de Polícia Rodoviária (BPRv), com responsabilidade, ainda, de patrulhamento nas rodovias estaduais RJ-139, RJ-145 (parte), RJ-149 e RJ-165.
Corpo de Bombeiros Militar
O Ações de salvamento e combate a incêndios e sinistros no município ficam por conta do 7º Grupamento do Corpo de Bombeiros Militar do Estado do Rio de Janeiro (7º GBM), cujo quartel fica na cidade de Barra Mansa.
Polícia Civil
A Polícia Civil do Estado do Rio de Janeiro mantém no município a 168ª Delegacia Policial (168ª DP), subordinada à 8ª Coordenadoria Regional de Polícia do Interior (8ª CRPI), funcionando no Centro do município.
Defesa Civil Municipal
A prefeitura possui uma equipe de defesa civil, para monitoramento e auxílio da população em caso de desastres naturais.